# Кэролин Митчелл
Кэ́ролин Ми́тчелл (англ. Carolyn Mitchell), настоящее имя — Ба́рбара Энн То́масон (англ. Barbara Ann Thomas; 25 января 1937 года, Финикс, Аризона, США — 31 января 1966 года, Лос-Анджелес, Калифорния, США) — американская актриса и фотомодель.

## Биография
Барбара Энн Томасон родилась 25 января 1937 года в Финиксе (штат Аризона, США) в семье Дона и Хелен Томасон. В 1951 году её семья переехала в Инглвуд (округ Лос-Анджелес, Калифорния).
Во время учёбы в Morningside High School, в октябре 1953 года, она была коронована на конкурсе красоты «Miss Venus». В 1954 году она была вновь коронована, но уже на конкурсе «Queen of the Championships of Southern California», в этом же году она выиграла на конкурсах «Miss Muscle Beach» и «Miss Surf Festival». В 1955 году она имела честь быть названной «Miss Huntington Beach», а затем «Miss Van Ness», «Miss Bay Beach», «Miss Southwest Los Angeles», «Miss Pacific Coast» и «Queen of Southern California».

## Кинокарьера
В 1955—1958 года она сыграла в трёх фильмах: «Перекрёстки», «Драгстрип-бунт» и «Убийца-плакса».

## Семья
С 1 декабря 1958 года по 31 января 1966 года (до момента смерти) была замужем за актёром Мики Руни, от которого родила четверых детей:
- Келли Энн (13.09.59)
- Керри (30.12.60)
- Майкла Джозефа (02.04.62)
- Кимми Сью (13.09.63)[1].

## Гибель
Она была убита выстрелом в голову 31 января 1966 года у себя дома, ей было 29 лет. Её убийца — югославский актёр и дублёр Алена Делона Милош Милошевич, с которым Митчелл была в любовных отношениях. После убийства Митчелл он застрелился из того же пистолета.

## Фильмография
| Год  |   | Русское название | Оригинальное название | Роль                         |
| ---- | - | ---------------- | --------------------- | ---------------------------- |
| 1955 | с | Перекрёстки      | Crossroads            | женщина-присяжный заседатель |
| 1958 | ф | Драгстрип-бунт   | Dragstrip Riot        | Бетти                        |
| 1958 | ф | Убийца-плакса    | Cry Baby Killer, The  | Кэрол Филдс                  |